# قضیه تالس (دایره)
قضیه تالس در هندسه این مطلب را بیان می‌کند که اگر A و B و C نقاط روی دایره باشند و خط AC قطر دایره باشد، آن وقت زاویه ABC یک زاویهٔ قائمه خواهد بود. به بیان دیگر مرکز دایره محیطی مثلث روی یکی از اضلاع مثلث قرار می‌گیرد، اگر و تنها اگر آن مثلث قائم‌الزاویه باشد.

## تاریخچه
تالس اولین کسی نبود که این قضیه را کشف کرد؛ قبل از او مصریان و بابلیان این قضیه را می‌دانستند ولی تالس آن را اثبات کرد و به نام او نیز معروف شد.

## اثبات

اثبات قضیهٔ تالس

با جابجایی نقطهٔ B روی محیط دایره زاویهٔ B تغییری نمی‌کند و ۹۰ درجه می‌ماند

فرض کنیم {\displaystyle O} مرکز دایره باشد. آنگاه {\displaystyle OA=OB=OC} و {\displaystyle \vartriangle OAB} و {\displaystyle \vartriangle OBC} متساوی‌الساقین خواهند بود. در نتیجه {\displaystyle {\widehat {BAO}}={\widehat {ABO}}} و {\displaystyle {\widehat {OCB}}={\widehat {OBC}}}.
فرض کنیم  {\displaystyle \alpha ={\widehat {ABO}}} و {\displaystyle \beta ={\widehat {OCB}}}. چون جمع زوایای داخلی مثلث برابر ۱۸۰ درجه‌است پس:
{\displaystyle {\widehat {OCB}}+{\widehat {ABC}}+{\widehat {BAO}}=2\alpha +2\beta =180^{\circ }\Rightarrow \alpha +\beta =90^{\circ }}
{\displaystyle {\widehat {ABC}}=\alpha +\beta =90^{\circ }}